# المختبر النووي الوطني البريطاني
المختبر النووي الوطني البريطاني (بشكل غير رسمي أن أن أل ، نكسيا للحلول سابقًا) هو مزود تكنولوجيا الخدمات النووية الذي تملكه وتديره حكومة المملكة المتحدة ويغطي كامل دورة الوقود النووي. وهي ممولة بالكامل من العملاء وتعمل في ستة مواقع في المملكة المتحدة. ومن بين عملائها هيئة إيقاف التشغيل النووي ، وشركة سيلافيلد المحدودة ، وشركة وستنجهاوس ، والهيئة التنفيذية للصحة والسلامة ، ووزارة الدفاع ، وهيئة الطاقة الذرية في المملكة المتحدة ، وشركة في تي للطاقة النووية ، وشركة الطاقة البريطانية . كما أن لديها روابط مع الأوساط الأكاديمية، بما في ذلك اتفاقيات تعاونية بشأن تثبيت النفايات والتخلص منها مع جامعة شيفيلد وبشأن أبحاث المواد النووية مع جامعة مانشستر . 

## معلومات أخرى
- فازت أن أن أل (مثل نكسيا للحلول) بجائزة قطاع الجمعية الملكية لمنع الحوادث (روسبا) خمس مرات بين عامي 2004 و2008.
- فاز أن أن أل بجائزة التميز في الصحة والسلامة من إيشيمي أتش أف أل في عام 2008. [3] [4]
- أن أن أل هي المسؤولة عن تطوير تقنية راد بول.

## أنظر أيضاً
- الشركة النووية الوطنية الصينية